# Fluorcalciopyrochlor
Fluorcalciopyrochlor ist ein sehr seltenes Mineral aus der Mineralklasse der Oxide und Hydroxide. Es kristallisiert im kubischen Kristallsystem mit der Zusammensetzung (Ca,Na)2Nb2O6F, ist also ein Calcium-Natrium-Niobat mit zusätzlichen Fluor-Ionen.
Fluorcalciopyrochlor kommt an seiner Typlokalität in Form von idiomorphen Kristallen von maximal 0,3 mm Größe vor, die Oktaeder, Rhombendodekaeder, Hexaeder oder Kombinationen aus diesen Flächenformen bilden.
Die Typlokalität des Fluorcalciopyrochlors ist die 1927 als Eisenlagerstätte entdeckte riesige polygenetische REE-Eisen-Niob-Lagerstätte Bayan-Obo (Koordinaten der Lagerstätte Bayan-Obo) im Bergbaubezirk von Bayan-Obo nördlich des Stadtbezirks Bayan-Obo der bezirksfreien Stadt Baotou, Autonomes Gebiet Innere Mongolei in der Volksrepublik China.

## Etymologie und Geschichte
Das seit 2010 diskreditierte Mineral Pyrochlor wurde erstmals durch Nils Otto Tank (1800–1864) bei Stavern in der norwegischen Provinz Vestfold gefunden und 1826 durch Friedrich Wöhler beschrieben. Wöhler benannte das Mineral nach einem Vorschlag von Jöns Jakob Berzelius nach den griechischen Wörtern πῦς [pyr] und χλωρός [chlorós] für „Feuer“ und „grün“ aufgrund seiner Eigenschaft, nach dem Schmelzen mit Phosphorsalz (Natrium-ammonium-hydrogenphosphat) vor dem Lötrohr zu einem grasgrünen Glas zu erstarren.
Ein fluorreicher Pyrochlor wurde erstmals 1961 durch Donald David Hogarth erwähnt, jedoch war hier – wie auch in späteren Arbeiten – das Material nie ausreichend genug für eine Anerkennung als neues Mineral untersucht und charakterisiert worden. Fluorcalciopyrochlor wurde zuerst 2013 durch Andrew Christy & Daniel Atencio als mögliche neue Spezies genannt.
Bei der Bearbeitung von Material aus Karbonatiten innerhalb der Lagerstätte Bayan-Obo, Innere Mongolei in der Volksrepublik China, stellte sich ein Mineral als neuer Vertreter der Pyrochlorgruppe heraus. Nach Ermittlung der entsprechenden Eigenschaften wurde das neue Mineral der International Mineralogical Association (IMA) vorgelegt, die es im Jahre 2016 unter der vorläufigen Bezeichnung „IMA 2013-055“ anerkannte. Die wissenschaftliche Erstbeschreibung dieses Minerals erfolgte im Jahre 2016 durch ein chinesisch-kanadisches Forscherteam mit Li Guowu, Yang Guangming, Lu Fude, Xiong Ming, Ge Xiangkun, Pan Baoming und Jeffrey de Fourestier im kanadischen Wissenschaftsmagazin The Canadian Mineralogist.
Die Autoren benannten das neue Mineral in Übereinstimmung mit der Nomenklatur der Pyrochlor-Obergruppe aufgrund seiner chemischen Zusammensetzung mit einer durch Calcium dominierten A-Position, durch Niob dominierten B-Position sowie durch Fluor dominierten Y-Position als Fluorcalciopyrochlor (englisch Fluorcalciopyrochlore).
Das Typmaterial für Fluorcalciopyrochlor wird unter der Katalognummer M12182 (Holotyp) in der Sammlung des Chinesischen geologischen Museums in Peking, China, aufbewahrt.

## Klassifikation
Die aktuelle Klassifikation der International Mineralogical Association (IMA) zählt den Fluorcalciopyrochlor zur Pyrochlor-Obergruppe mit der allgemeinen Formel A2–mB2X6–wY1–n, in der A, B, X und Y unterschiedliche Positionen in der Struktur der Minerale der Pyrochlor-Obergruppe mit A = Na, Ca, Sr, Pb2+, Sn2+, Sb3+, Y, U, □, oder H2O; B = Ta, Nb, Ti, Sb5+ oder W; X = O, OH oder F und Y = OH−, F, O, □, H2O oder sehr große (>> 1,0 Å) einwertige Kationen wie K, Cs oder Rb repräsentieren. Zur Pyrochlor-Obergruppe gehören neben Fluorcalciopyrochlor noch Fluorcalciomikrolith, Fluornatromikrolith, Hydrokenomikrolith, Hydroxycalciomikrolith, Hydroxykenomikrolith, Kenoplumbomikrolith, Oxynatromikrolith, Oxystannomikrolith, Oxystibiomikrolith, Cesiokenopyrochlor, Fluornatropyrochlor, Hydrokenopyrochlor, Hydropyrochlor, Hydroxycalciopyrochlor, Hydroxykenopyrochlor, Hydroxymanganopyrochlor, Hydroxynatropyrochlor, Oxycalciopyrochlor, Fluorcalcioroméit, Hydroxycalcioroméit, Hydroxyferroroméit, Oxycalcioroméit, Oxyplumboroméit, Hydrokenoelsmoreit, Hydroxykenoelsmoreit, Fluornatrocoulsellit und Hydrokenoralstonit.
Fluorcalciopyrochlor bildet zusammen mit Cesiokenopyrochlor, Fluornatropyrochlor, Hydrokenopyrochlor, Hydropyrochlor, Hydroxycalciopyrochlor, Hydroxykenopyrochlor, Hydroxymanganopyrochlor, Hydroxynatropyrochlor und Oxycalciopyrochlor innerhalb der Pyrochlor-Obergruppe die Pyrochlorgruppe.
Da der Fluorcalciopyrochlor erst 2013 als eigenständiges Mineral anerkannt wurde, ist er weder in der veralteten 8. Auflage noch in der von der IMA zuletzt 2009 aktualisierten 9. Auflage der Strunz’schen Mineralsystematik aufgeführt. Auch die vorwiegend im englischen Sprachraum gebräuchliche Systematik der Minerale nach Dana kennt den Fluorcalciopyrochlor noch nicht.
In der zuletzt 2018 überarbeiteten Lapis-Systematik nach Stefan Weiß, die formal auf der alten Systematik von Karl Hugo Strunz in der 8. Auflage basiert, erhielt das Mineral die System- und Mineralnummer IV/C.12-022. Dies entspricht der Klasse der „Oxide und Hydroxide“ und dort der Abteilung „Oxide mit dem Stoffmengenverhältnis Metall : Sauerstoff = 2 : 3 (M2O3 und verwandte Verbindungen)“, wo Fluorcalciopyrochlor zusammen mit Fluorkenopyrochlor, Fluornatropyrochlor, Fluorstrontiopyrochlor, Hydropyrochlor, Hydroxycalciopyrochlor, Hydroxykenopyrochlor, Hydroxymanganopyrochlor, Kenoplumbopyrochlor, Oxycalciopyrochlor, Oxynatropyrochlor, Oxyplumbopyrochlor und Oxyyttropyrochlor-(Y) die „Pyrochlor-Untergruppe (Nb ± Ta)“ mit der Systemnummer IV/C.12 bildet.

## Chemismus
Zehn Mikrosondenanalysen an fünf Einzelkörnern lieferten Mittelwerte von 6,30 % Na2O; 17,59 % CaO; 0,10 % FeO; 0,85 % SrO; 0,24 % PbO; 2,51 % Ce2O3; 0,50 % La2O3; 0,57 % Nd2O3; 0,42 % Y2O3; 6,31 % TiO2; 0,26 % UO2; 61,36 % Nb2O5; 4,76 % F; 0,76 % ThO2; 0,51 % ZrO2; 0,30 % SnO2 und [(2F ≡ O) –2,00 %, Summe = 101,4 %]. Mögliche Gehalte von Ta2O5 und MnO waren unter der Nachweisgrenze.
Auf der Basis von sieben Anionen pro Formeleinheit wurde daraus die empirische Formel (Ca1,14Na0,74Ce0,06Sr0,03Th0,01Fe0,01Y0,01La0,01Nd0,01)Σ=2,02(Nb1,68Ti0,29Zr0,02Sn0,01)Σ=2,00O6,00(F0,92O0,08)1,00 berechnet, die zu (Ca,Na)2Nb2O6F vereinfacht wurde.
Von allen Mineralen enthält lediglich Fluorcalciopyrochlor die Elementkombination Ca – Nb – O – F. Darüber hinaus weisen Eveslogit, (Na,K,Ca,Sr,Ba)48[(Ti,Nb,Mn,Fe2+)12Si48O144(OH)12](F,OH,Cl)14, Fersmanit, Ca4(Na,Ca)4(Ti,Nb)4(Si2O7)2O8F3, Fersmit, (Ca,Ce,Na)(Nb,Ta,Ti)2(O,OH,F)6, Haineaultit, (Na,Ca)5Ca(Ti,Nb)5(Si6O17)2(OH,F)8·5H2O, Hiortdahlit I, Na4Ca8Zr2(Nb,Mn,Ti,Fe,Mg,Al)2(Si2O7)4O3F5, Janhaugit, (Na,Ca)3(Mn2+,Fe2+)3(Ti,Zr,Nb)2(Si2O7)2O2(OH,F)2, Låvenit, (Na,Ca)2(Mn2+,Fe2+)(Zr,Ti)(Si2O7)(O,OH,F)2, Normandit, NaCa(Mn,Fe)(Ti,Nb,Zr)(Si2O7)OF, Roumait, (Ca,Na,REE,◻)7(Nb,Ti)[Si2O7]2OF3 sowie Tienshanit, KNa3Na6Ca2Ba6Mn6(Ti4+,Nb)6B12Si36O114(O,OH,F)11, chemisch ähnliche Zusammensetzungen auf.
Die Annahme von ausschließlich Ca2+ auf der A-Position führt zur idealen Fluorcalciopyrochlor-„Endglied“-Zusammensetzung Ca2Nb2O6F, die elektrostatisch nicht neutral und somit physikochemisch nicht möglich ist. Es muss also eine heterovalente Substitution entsprechend (A)Ca2+ + (Y)O2− ↔ (A)Na+ + (Y)F− stattgefunden haben, was zum ladungsausgeglichenen Endglied CaNaNb2O6F führt. Die Anwesenheit von signifikanten Gehalten an Ti4+ auf der B-Position wird durch Ca2+ im Überschuss ausgeglichen, entsprechen der Substitution (A)Na+ + (B)Nb5+ ↔ (A)Ca2+ + (B)Ti4+, was zum hypothetischen Endglied Ca2NbTiO6F führt. In allen Analysen ist die Menge an Ti4+ bzw. vierwertigen Kationen auf der B-Position ungefähr gleich dem Gehalt von 1−Na.
Innerhalb der Pyrochlor-Obergruppe sind theoretisch durch die vier verschiedenen zu besetzenden Positionen eine Vielzahl von Substitutionsmöglichkeiten vorhanden.
Fluorcalciopyrochlor ist das Ca-dominante Analogon zum Na-dominierten Fluornatropyrochlor sowie das F-dominante Analogon zum OH-dominierten Hydroxycalciopyrochlor bzw. zum O-dominierten Oxycalciopyrochlor. Untergruppen-übergreifend ist Fluorcalciopyrochlor das Nb-dominante Analogon zum Ta-dominierten Fluorcalciomikrolith und zum Sb5+-dominierten Fluorcalcioroméit.

## Kristallstruktur
Fluorcalcioyrochlor kristallisiert im kubischen Kristallsystem in der Raumgruppe Fd3m (Raumgruppen-Nr. 227) mit dem Gitterparameter a = 10,4164 Å sowie acht Formeleinheiten pro Elementarzelle.
Die Kristallstruktur des Fluorcalciopyrochlors ist durch kantenverknüpfte (Nb,Ti)O6-Oktaeder charakterisiert, die eine Kette in Richtung [110] bilden. Die Kationen Ca und Na nehmen die Position 16d ein; sie sind durch sechs Sauerstoff- und zwei Fluor-Atome koordiniert.
Fluorcalcioyrochlor ist isotyp (isostrukturell) zu allen anderen in der Raumgruppe Fd3m (Raumgruppen-Nr. 227) kristallisierenden Vertretern der Pyrochlor-Obergruppe.

## Eigenschaften

### Morphologie
Fluorcalciopyrochlor tritt an seiner Typlokalität zumeist in Form von allotriomorphen Körnern oder subidiomorphen Kristallen auf. Gelegentlich bildet das Mineral aber auch bis zu 0,3 mm große, idiomorphe Kristalle, die als tragende Form entweder das Oktaeder, das Rhombendodekaeder oder den Würfel zeigen oder aber Kombinationen aus diesen drei Flächenformen bilden.

### Physikalische und chemische Eigenschaften
Die Kristalle des Fluorcalciopyrochlors sind an der Typlokalität bräunlichgelb bis rötlichorange, ihre Strichfarbe ist dagegen immer hellgelb. Im durchfallenden Licht im Dünnschliff ist das Mineral braun. Die Oberflächen des durchscheinenden bis durchsichtigen Fluorcalciopyrochlors zeigen einen diamantartigen Glanz, was gut mit dem sehr hohen Wert für die Lichtbrechung (n = 2,06) übereinstimmt. Auf Bruchflächen besitzen die Fluorcalciopyrochlor-Kristalle hingegen einen fettartigen Glanz. Fluorcalciopyrochlor ist optisch isotrop.
Fluorcalciopyrochlor weist keine Spaltbarkeit und auch keine Teilbarkeit auf. Aufgrund seiner Sprödigkeit bricht er aber ähnlich wie Quarz, wobei die Bruchflächen muschelig ausgebildet sind.
Mit einer Mohshärte von 5 gehört das Mineral zu den mittelharten Mineralen und lässt sich wie das Referenzmineral Apatit mit einem Taschenmesser noch ritzen. Seine Vickershärte VHS wurde mit 424 kg/mm2 bestimmt. Die berechnete Dichte für Fluorcalciopyrochlor beträgt 4,34 g/cm³.
Angaben zur Fluoreszenz im UV-Licht bzw. zur Kathodolumineszenz unter dem Elektronenstrahl für das Mineral fehlen.
Fluorcalciopyrochlor ist unlöslich in Salzsäure, HCl, und Salpetersäure, HNO3.

## Bildung und Fundorte
Die Typlokalität für Fluorcalciopyrochlor ist die 1927 als Eisenlagerstätte entdeckte riesige polygenetische REE-Fe-Nb-Lagerstätte Bayan-Obo im Bergbaubezirk von Bayan-Obo nördlich des Stadtbezirks Bayan-Obo der bezirksfreien Stadt Baotou, Autonomes Gebiet Innere Mongolei in der Volksrepublik China. Die Lagerstätte ist an Karbonatite gebunden, wobei auch der Fluorcalciopyrochlor in diesen Karbonatiten in Form feiner Körner und Gängchen zusammen mit Calcit zwischen Dolomit-Kristallen vorkommt. Mikrostrukturelle Untersuchungen zeigen, dass das Mineral an Dolomit oder Calcit gebunden ist und dass Carbonate und Fluorcalciopyrochlor zur selben Zeit kristallisierten. Möglicherweise ist das Mineral das Produkt einer Metasomatose zwischen Ca-Mg-Carbonatgesteinen bzw. Karbonatiten sowie REE- sowie F-reichen, postmagmatisch-hydrothermalen Lösungen.
Neben den genannten Begleitmineralen wird Fluorcalciopyrochlor in den Carbonatgesteinen noch von Aegirin, Riebeckit, Diopsid, Fluorit, Baryt, Phlogopit, Britholith-(Ce), Bastnäsit-(Ce), Zirkon, Magnetit, Pyrit, Fersmit, Columbit-(Fe), Monazit-(Ce) und Rutil begleitet.
Als sehr seltene Mineralbildung konnte der Fluorcalciopyrochlor bisher (Stand 2018) erst von rund fünfzehn Fundpunkten beschrieben werden.
Außer der Typlokalität sind die folgenden Fundorte bekannt:
- aus dem „Specimen Pit“ auf dem „Verity Claim“ im Bereich der Karbonatite am Blue River, Bergbaugebiet Kamloops, British Columbia, Kanada
- die Bond Zone (früher Québec Columbium Ltd. and Columbium Mining Products Properties) und die „St Lawrence Columbium Mine“, beide im Oka-Komplex bei Oka, Regionale Grafschaftsgemeinde (MRC) Deux-Montagnes, Region Laurentides, Québec, Kanada
- der Steinbruch des Poudrette Quarry (auch Demix Quarry, Uni-Mix Quarry, Desourdy Quarry und Carrière Mont Saint-Hilaire) am Mont Saint-Hilaire, Regionale Grafschaftsgemeinde (MRC) La Vallée-du-Richelieu, Montérégie, Québec, Kanada
- das Gatineau Territory Equivalent, Verwaltungsregion Outaouais, Québec, Kanada
- der aus Syeniten und Nephelinsyeniten mit einer von einer Fenit-Aureole umgebenen Karbonatit-Zentralzone bestehende Crevier-Alkaligesteinskomplex in der Regionalen Grafschaftsgemeinde Maria-Chapdelaine, Saguenay–Lac-Saint-Jean, Québec, Kanada
- die Pegmatite von Narsaarsuk (früher Narssârssuk) auf dem Narsaarsuk-Plateau bei der Siedlung Igaliku, Distrikt Narsaq, Kommune Kujalleq, Grönland, Dänemark
- die „Carrière de Beauvoir“ (Steinbruch Beauvoir) bei Échassières unweit Ébreuil, Département Allier, Region Auvergne-Rhône-Alpes, Frankreich
- der „Steinbruch Orberg“ im grobkörnigen Calcit-Karbonatit im Gebiet von Orberg-Badberg südlich Schelingen, Kaiserstuhl, Baden-Württemberg, Deutschland
- das Prospekt „Ampasibitika“ bei Antsirabe, Distrikt Ambanja, Region Diana, ehemalige Provinz Antsiranana, Madagaskar
- der Steinbruch „Thorstein larvikittbrudd“, Stadtviertel Brunlanes von Larvik, Fylke Vestfold, Norwegen
- der Vulkan Serra de Água de Pau auf São Miguel, Ilhas dos Açores (Azoren), Portugal
- das Tatarskii-Massiv im Bereich der Tatarka Range, Jenisseirücken, Region Krasnojarsk, Föderationskreis Sibirien, Russland
- der Berg Karavai in den Višnevye-Bergen (Višnevogorsk), Oblast Tscheljabinsk, südlicher Ural, Föderationskreis Ural, Russland

Fundstellen für Fluorcalciopyrochlor in Österreich und der Schweiz sind damit unbekannt.

## Verwendung
Fluorcalciopyrochlor wäre aufgrund seiner Nb2O5-Gehalte von 57,71–65,21 Gew.-% ein reiches Niob-Erz. Aufgrund seiner Seltenheit ist das Mineral allerdings ohne jede praktische Bedeutung.